# Noir et Français !

Noir et Français ! est un livre traitant des militants noirs de France écrit en 2006 par Stephen Smith et Géraldine Faes.
Après avoir dressé un historique de la présence des Noirs en France, les auteurs examinent l'idéologie des mouvements communautaristes et identitaires et dénoncent la posture « victimaire » dans laquelle ils s'enfermeraient.
La thèse selon laquelle cet « enfermement » identitaire serait la cause principale des problèmes d'intégration des Noirs en France a fait l'objet de diverses critiques, parfois véhémentes, en France et en Afrique francophone.